# DAS-Hutchinson
El DAS-Hutchinson (código UCI: DAS) es un equipo ciclista femenino del Reino Unido de categoría UCI Women's Continental Team, segunda categoría femenina del ciclismo en ruta a nivel mundial.

## Material ciclista
El equipo utiliza bicicletas Tifosi, componentes Campagnolo, y llantas Schwalbe.

## Clasificaciones UCI
Las clasificaciones del equipo y de su ciclista más destacado son las siguientes:
| Temporada | Clasificación por equipos | Mejor corredor | Posición |
| 2021      |                           | Bandera de ?   |          |

## Palmarés
Para años anteriores véase: Palmarés del DAS-Hutchinson.

### Palmarés 2025

#### UCI WorldTour Femenino
| Fechas | Carreras | Ganador |

#### Calendario UCI Femenino
| Fechas     | Carreras                      | Ganador    |
| 17 de mayo | 3.ª etapa del Tour de Feminin | Robyn Clay |

#### Campeonatos nacionales
| Fechas | Carreras | Ganador |

## Plantillas
Para años anteriores, véase Plantillas del CAMS-Tifosi

### Plantilla 2021
| Integrantes del equipo 2021     | Integrantes del equipo 2021 | Integrantes del equipo 2021        | Integrantes del equipo 2021 |
| Corredor                        | Fecha de nacimiento         | Equipo previo                      |                             |
| ------------------------------- | --------------------------- | ---------------------------------- | --------------------------- |
| Rebecca Durrell                 | 25 de agosto de 1988        | Tibco-Silicon Valley Bank (2019)   |                             |
| Emma Edwards                    | 24 de agosto de 1990        |                                    |                             |
| Jessica Finney                  | 7 de diciembre de 1995      |                                    |                             |
| Illi Gardner                    | 14 de octubre de 1999       | YRDP Fred Whitton Challenge (2018) |                             |
| Natalie Grinczer                | 15 de noviembre de 1993     | Bizkaia-Durango (2019)             |                             |
| Clover Murray                   | 6 de octubre de 1997        | Liv Awol (2019)                    |                             |
| Jennifer Powell                 | 29 de enero de 1987         | Bianchi Dama (2019)                |                             |
| Katie Scott                     | 20 de abril de 2001         |                                    |                             |
| Gabriella Shaw                  | 22 de junio de 1992         | NJC-Biemme-Echelon (2018)          |                             |
| Hayley Simmonds                 | 22 de julio de 1988         | Ciclotel (2020)                    |                             |
| Jo Tindley (1 de ene–31 de may) | 1 de mayo de 1987           | NJC-Biemme-Echelon (2018)          |                             |
| Kate Wootton                    | 6 de octubre de 2001        |                                    |                             |
|                                 |                             |                                    |                             |
| Fuente: ProCyclingStats         |                             |                                    |                             |